# Luis Miguel: la serie
Luis Miguel: la serie és una sèrie de televisió biogràfica iniciada en 2018, basada en la vida del cantant Luis Miguel. Compta amb l'autorització del propi cantant, i és produïda per Gato Grande i MGM i es transmet en Espanya i Llatinoamèrica per Netflix i als Estats Units per Telemundo. La primera temporada de la sèrie es va estrenar el 22 d'abril de 2018 i va finalitzar el 15 de juliol del mateix any.
El 22 d'abril de 2018, Carla González, showrunner de la sèrie, va confirmar que la sèrie tindria una segona temporada. El seu rodatge va començar el 7 de gener de 2020. No obstant això, es va suspendre fins a nou avís, a causa de la pandèmia de COVID-19, i el 21 de maig del 2020 es va anunciar que s'estrenaria en el 2021. El 23 de febrer del 2021, Netflix va anunciar que s'estrenaria el 18 d'abril. El 31 de maig de 2021, es va confirmar que la sèrie era renovada per una tercera i última temporada.
El 28 d'octubre va ser estrenada la tercera i última temporada de la sèrie.

## Repartiment
La primera foto oficial del repartiment es va publicar el 16 de novembre de 2017.
- Diego Boneta com Luis Miguel
  - Izan Llunas com Luis Miguel (nen)
  - Luis de la Rosa com Luis Miguel (adolescent)[10][11]
- Óscar Jaenada com Luis "Luisito" Rey (Temporada 1, flashback Temporada 3)[12]
- Camila Sodi com Erika Camil[13] (Principal temporada 1 i 2)
- Anna Favella com Marcela Basteri (Temporada 1 i 3)[14]
- Juanpa Zurita com Alejandro Basteri (recurrent, temporada 1; principal, temporada 2)[15]
- Paulina Dávila com Mariana Yazbek (Temporada 1)[13]
- César Bordón com Hugo López[16]
- Vanessa Bauche com Rosy Esquivel (Temporada 1)[16]
- Andrés Almeida com Armando Serna[16]
- Arturo Barba com El Tigre Azcárraga, basat en Emilio Azcárraga Milmo
- Mario Zaragoza com Arturo Durazo Moreno
- Jose Riaza com Martín Costa
- Lola Casamayor com Matilde
- Cesar Santa Ana com Marcos Alejandro McCluskey[17]
- Lidia San José com Ana
- Hugo Catalán com El Moro
- Sergio Lanza com Juan Carlos Calderón
- Martín Bello como Tito (temporada 1; recurrent, temporada 2)
- Javier Moyano com Juan Pascual
- Alfonso Borbolla com Raúl Velasco
- Alexis Ortega com Burro, basat en Jorge Van Rankin
- Sofía Castro com Paulina López Portillo Romano
- Javier Gómez com Jaime Camil Sr.
- Pilar Santacruz com Sophie
- Corina Acosta com Lucerito
- Jorge Antonio Guerrero com Cadete Tello
- Amparo Barcia com Sasha Sökol
- Fernando Guallar com Mauricio Ambrosi (temporada 2)[18]
- Macarena Achaga com Michelle Salas (temporada 2)
- León Peraza com Andrés Garcia
- Isabel Burr com Adela Noriega
- Jack Duarte com Cris Váldes (temporada 2)
- Fátima Molina com Paola Moreno (temporada 2)
- Pablo Cruz Guerrero com Patricio Robles (temporada 2)
- Jade Ewen com Mariah Carey (temporada 3)
- Carlos Ponce com Miguel Alemán Magnani (temporada 3)

## Producció
L'anunci de la sèrie va tenir lloc el 4 de maig de 2017 i va comptar amb l'aparició del propi Luis Miguel. La producció va iniciar el 6 de novembre del 2017 i va concloure el seu enregistrament al març de 2018.

## Emissió
| Temporada | Temporada | Episodis | Episodis | Dates d’estrena      | Dates d’estrena      |
| Temporada | Temporada | Episodis | Episodis | Primera estrena      | Última estrena       |
| --------- | --------- | -------- | -------- | -------------------- | -------------------- |
|           | 1         | 13       | 13       | 22 d'abril de 2018   | 15 de juliol de 2018 |
|           | 2         | 8        | 8        | 18 d'abril de 2021   | 30 de maig de 2021   |
|           | 3         | 6        | 6        | 28 d'octubre de 2021 | 28 d'octubre de 2021 |

El 9 d'abril de 2018, Telemundo va publicar a través del seu lloc web Now Telemundo una vista prèvia del primer episodi titulat «Primera mirada». El primer episodi de la sèrie es va estrenar el 12 d'abril de 2018 durant una projecció exclusiva celebrada en Beverly Hills (Califòrnia), com a part de la presentació de la sèrie. La seva estrena oficial va ser el 22 d'abril de 2018 a Telemundo a les 9 p. m./8c, i a Espanya i Amèrica Llatina a Netflix després de la seva emissió a televisió, cada episodi es va transmetre durant tots els diumenges.

## Premis i nominacions
| Any  | Premi                              | Categoria                                               | Nominat               | Resultat  |
| ---- | ---------------------------------- | ------------------------------------------------------- | --------------------- | --------- |
| 2018 | Premis Fénix                       | Millor Sèrie                                            | Millor Sèrie          | Nominat   |
| 2018 | Premis Fénix                       | Millor Elenc de Sèrie                                   | Millor Elenc de Sèrie | Nominat   |
| 2018 | Produ Awards                       | Director de fotografia                                  | Marc Bellver          | Guanyador |
| 2018 | Produ Awards                       | Millor interpretació masculina en minisèrie o telesèrie | Óscar Jaenada         | Guanyador |
| 2018 | Produ Awards                       | Actor (Millor estratègia digital)                       | Diego Boneta          | Guanyador |
| 2022 | Premio Unión de Actores y Actrices | Millor actor producció internacional                    | Óscar Jaenada         | Nominat   |
| 2022 | Premis Platino                     | Millor interpretació masculina en minisèrie o telesèrie | Diego Boneta          | Nominat   |

## Banda sonora
La banda sonora de la sèrie, titulada Luis Miguel La Serie Soundtrack, fou llançada el 22 d’abril de 2018.

### Llista de cançons
| Núm. | Títol                                                         | Durada |
| ---- | ------------------------------------------------------------- | ------ |
| 1.   | «Ahora Te Puedes Marchar» (Diego Boneta)                      | 3:12   |
| 2.   | «Cuando Calienta el Sol» (Diego Boneta)                       | 3:59   |
| 3.   | «Fría Como el Viento» (Diego Boneta)                          | 3:49   |
| 4.   | «Un Hombre Busca Una Mujer» (Diego Boneta)                    | 3:33   |
| 5.   | «La Malagueña» (Izan Llunas)                                  | 4:08   |
| 6.   | «Frente a una Copa de Vino» (Izan Llunas)                     | 2:15   |
| 7.   | «Culpable o No (Miénteme Como Siempre)» (Diego Boneta)        | 3:56   |
| 8.   | «La Chica del Bikini Azul» (Diego Boneta)                     | 3:00   |
| 9.   | «Yo que no vivo sin ti» (Diego Boneta)                        | 3:28   |
| 10.  | «La Incondicional» (Diego Boneta)                             | 4:20   |
| 11.  | «1 + 1 = Dos Enamorados» (Izan Llunas)                        | 3:33   |
| 12.  | «Será que no me amas (Blame It On the Boogie)» (Diego Boneta) | 4:08   |
| 13.  | «Tengo Todo Excepto a Ti» (Diego Boneta)                      | 4:35   |
| 14.  | «Alguien Como Tú (Somebody In Your Life)» (Diego Boneta)      | 4:05   |
| 15.  | «Palabra de honor» (Diego Boneta)                             | 3:41   |
| 16.  | «No Me Platiques Más» (Diego Boneta)                          | 3:36   |
| 17.  | «Mamá, Mamá» (Izan Llunas)                                    | 3:09   |
| 18.  | «Decídete» (Izan Llunas)                                      | 3:05   |
| 19.  | «No Me Puedes Dejar Así» (Izan Llunas)                        | 3:30   |
| 20.  | «Todo el Amor del Mundo» (Izan Llunas)                        | 2:42   |
| 21.  | «Marcela» (Izan Llunas)                                       | 2:51   |

### Certificacions
| Territori | Organisme certificador | Certificació | Vendes certificades | Ref.   |
| --------- | ---------------------- | ------------ | ------------------- | ------ |
| Mèxic     | AMPROFON               | Or           | 30.000              | [ 33 ] |